# Deir Alla
Deir Alla (in arabo: دير علا) è il sito di un'antica città del Vicino Oriente nel Governatorato di Balqa, in Giordania. Qui è stata trovata un’iscrizione omonima, databile al 840–760 a.C. ca.
Il 20 agosto 2010 ha registrato una temperatura torrida di 51,1 °C, la nuova temperatura ufficiale più alta nella storia della Giordania.

## Identificazione
È stato suggerito che Deir Alla sia identificabile con la Sukkot biblica localizzata in Transgiordania. Alcuni credono che sia la biblica Pethor.
Selah Merrill, uno dei primi esploratori del sito, stabilì un insieme di parallelismi con i nomi nella Bibbia ebraica.

## Archeologia

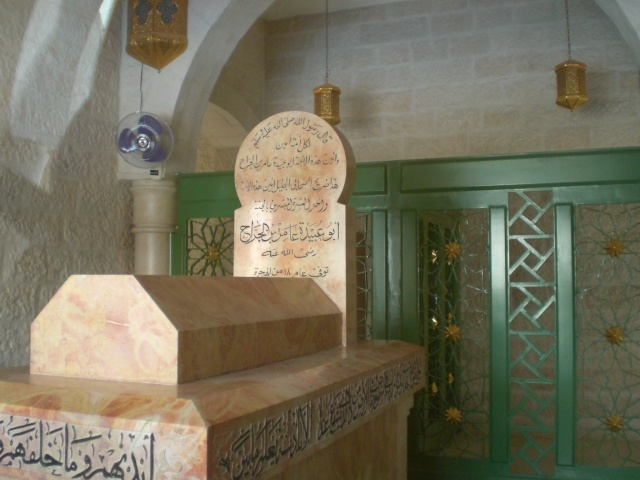
Tomba di Abu Ubayda ibn al-Jarrah.

Il tell è di 50 per 200 metri e sale a 27 metri sopra la pianura. Nel 1960 ebbe inizio na serie di scavi olandesi sponsorizzati dall'Organizzazione olandese per il progresso della ricerca pura, sotto gli auspici del dipartimento di teologia dell'Università di Leida. Questi scavi continuarono per cinque stagioni fino al 1967, quando avvenne la scoperta più importante: un'iscrizione murale a inchiostro relativa a una profezia finora sconosciuta di Balaam, la più antica iscrizione riferibile ad un profeta dell’Antico Testamento. Dopo una lunga interruzione, i lavori ripresero nel 1976, inizialmente sotto Franken, per diverse stagioni. Dopo un'altra lunga pausa, le campagne stagioni furono condotte occasionalmente a partire dal 1994 fino al 2008.
Alla fine della campagna del 1964, furono scoperte 11 tavolette di argilla, di cui 3 erano incise in una scrittura semitica occidentale del primo cananeo, 7 recavano solo dei punti e una non inscritta. Le tavolette sono state trovate nello strato di distruzione dei magazzini datati da un cartiglio della regina Tausert d'Egitto intorno al 1200 a.C. Lì sono stati trovati anche oggetti precedenti, motivo per cui le tavolette potrebbero ben precedere la distruzione Negli scavi successivi sono state rinvenute diverse altre tavolette d'argilla, per un totale di 15.

### L’iscrizione di Balaam
Lo scavo del 1967 ha rivelato una struttura a più camere che durante il periodo persiano era stata distrutta da un terremoto. Su un muro era scritta una storia relativa alle visioni del veggente degli dèi "Bal'am figlio di Be'or" (Balaam figlio di Beor), che potrebbe essere lo stesso Balʿam figlio di Beʿor menzionato in Numeri 22–24 e in altri passaggi della Bibbia. Il Deir Alla Balaam è associato a "un dio che porta il nome Shgr e con la dea Ashtar ".
Riflette il più antico esempio di storia derivata da un libro biblico (Numeri) e scritta in una scrittura alfabetica semitica occidentale. Inoltre, è considerato il più antico pezzo di letteratura semitica occidentale trasmesso in una lingua semitica ancora dibattuta. L'iscrizione Deir Alla è databile all’incirca al 840–760 a.C.; fu scritta con inchiostro rosso e nero su una parete intonacata; Sono stati recuperati 119 pezzi di gesso inchiostrato. Il muro, vicino alla sommità del tell, fu abbattuto dall'ennesima scossa di terremoto.

## Storia
La città era un santuario e un centro di lavorazione dei metalli, circondata da forni fusori costruiti dirimpetto all'esterno delle mura cittadine, le cui successive ricostruzioni, datate da ceramiche dalla tarda età del bronzo dal XVI secolo a.C. al V secolo a.C., determinarono una accumulo di strati che lo configurarono come un tell eretto su una bassa collina naturale. L'identificazione ottimistica del sito come il biblico Sukkot non è confermata da alcuna iscrizione al suo interno.
Deir Alla è stata la prima città giordana dell'età del bronzo ad essere oggetto di scavi. Le aspettative iniziali erano di stabilire una cronologia relativa della ceramica palestinese nel passaggio dall'età del bronzo all'età del ferro, stabilita attraverso una meticolosa stratigrafia. Ciò era teso a coprire una discrepanza tra le cronologie stabilite a Gerico e Samaria.
Il santuario più antico di Deir Alla risale alla tarda età del bronzo; fu ricostruito pacificamente ad intervalli.
Il pavimento fu rialzato più volte per l'altezza accumulata dal tell, e la pietra d'altare squadrata fu rinnovata, ciascuna strato nuovo posta sopra il precedente. L'ultimo santuario fu distrutto da un grande incendio; i resti anneriti di una giara egizia recante il cartiglio della regina Taurset danno un ‘’terminus post quem’’ del 1200 a.C. ca, una data in consonanza con altre distruzioni urbane del XII secolo nel Vicino Oriente antico. A differenza di altri siti la dimora di Deir Alla continuò sopravvisse al disastro ininterrottamente fino all'età del ferro; la discontinuità fu di tipo culturale fra ceramiche altamente elaborate nel contesto di una tradizione ceramica separata emersa dopo la distruzione.

### Era ayyubide/mamelucca
Fino al 1967 fu operativo un zuccherificio risalente all’età ayyubide/mamelucca.

### Era ottomana
Nel 1596, durante l'impero ottomano, Deir Alla fu annotata nel censimento come situata nella ‘’nahiya’’ di Gawr, nel ‘’liwa’’ di Ajlun. Aveva una popolazione di 46 famiglie musulmane e 4 scapoli musulmani. Hanno pagato tasse su vari prodotti agricoli, tra cui grano, orzo, sesamo, cotone, capre e alveari, oltre a entrate occasionali, bufali d'acqua e un mulino ad acqua, per un totale di 10.500 akçe.

### Era moderna
Il censimento giordano del 1961 ha rilevato 1.190 abitanti a Deir Alla.

## Attrazioni turistiche
Deir Alla è anche il luogo della battaglia di Fahl tra il califfato musulmano e l'impero bizantino. Ci sono diverse tombe di Ṣaḥāba (compagni di Maometto) a Deir Alla:
- Abu Ubayda ibn al-Jarrah;
- Dirar ibn al-Azwar;
- Shurahbil ibn Hasana.